# Alioune Ndour
Alioune Ndour (Dakar, 3 marzo 2001) è un calciatore senegalese, attaccante dell'Estrela Amadora.

## Caratteristiche tecniche
È un centravanti.

## Carriera
Inizia la propria carriera negli Stati Uniti, dove gioca con il Loudoun Utd in USL Championship per due stagioni. Nel 2020 si trasferisce in Portogallo firmando con il Belenenses SAD.

## Statistiche

### Presenze e reti nei club
Statistiche aggiornate al 31 luglio 2021.
| Stagione        | Squadra          | Campionato      | Campionato | Campionato | Coppe nazionali | Coppe nazionali | Coppe nazionali | Coppe continentali | Coppe continentali | Coppe continentali | Altre coppe | Altre coppe | Altre coppe | Totale | Totale |
| Stagione        | Squadra          | Comp            | Pres       | Reti       | Comp            | Pres            | Reti            | Comp               | Pres               | Reti               | Comp        | Pres        | Reti        | Pres   | Reti   |
| --------------- | ---------------- | --------------- | ---------- | ---------- | --------------- | --------------- | --------------- | ------------------ | ------------------ | ------------------ | ----------- | ----------- | ----------- | ------ | ------ |
| 2019            | Loudoun Utd      | USL             | 4          | 5          | USCup           | 0               | 0               |                    | -                  | -                  |             | -           | -           | 4      | 5      |
| 2020            | Loudoun Utd      | USL             | 11         | 0          |                 | -               | -               |                    | -                  | -                  |             | -           | -           | 11     | 0      |
| 2020-2021       | Belenenses SAD B | CdP             | 1          | 0          |                 | -               | -               |                    | -                  | -                  |             | -           | -           | 1      | 0      |
| 2021-2022       | Belenenses SAD   | PL              | 4          | 1          | CP+CdL          | 0+1             | 0               |                    | -                  | -                  |             | -           | -           | 5      | 1      |
| Totale carriera | Totale carriera  | Totale carriera | 20         | 6          |                 | 1               | 0               |                    | -                  | -                  |             | -           | -           | 21     | 6      |